# Machaerium brachycarpum
Machaerium brachycarpum är en ärtväxtart som beskrevs av Henri François Pittier. Machaerium brachycarpum ingår i släktet Machaerium och familjen ärtväxter. Inga underarter finns listade i Catalogue of Life.